# 美馬郡
美馬郡（日语：／ Mima gun */?）是位於日本德島縣西北部的郡。

## 行政區域
現僅轄有以下1町：劍町。
過去的範圍還包括現在的美馬市的全部地區和三好市的東南部地區。

## 歷史
現在的三好郡過去也是美馬郡的一部分，直到890年位於原美馬郡西北部的三個鄉分出獨立設置為三好郡。
在平成大合併中，郡內的町村被整合為位於北部和東南部的美馬市，和位於西南部的劍町。

### 年表
- 1889年10月1日：實施町村制，美馬郡下轄：脇町、江原村、岩倉村、郡里村、重清村、三島村、穴吹村、口山村、半平山村、半田奧山村、半田村、貞光村、端山村、一宇村、東祖谷山村、西祖谷山村。（1町15村）
- 1907年11月1日：貞光村改制為貞光町。（2町14村）
- 1916年11月3日：半田村改制為半田町。（3町13村）
- 1917年7月4日：半田奧山村改名為八千代村。
- 1924年1月26日：穴吹村改制為穴吹町。（4町12村）
- 1927年6月1日：半平山村改名為古宮村。
- 1928年11月10日：江原村改制為江原町。（5町11村）
- 1940年12月10日：郡里村改制為郡里町。（6町10村）
- 1950年1月1日：東祖谷山村和西祖谷山村改隸屬三好郡（現已合併為三好市）。[1]（6町8村）
- 1951年11月3日：岩倉村改制為岩倉町。（7町7村）
- 1955年3月31日：三島村、穴吹町、口山村、古宮村合併為新設置的穴吹町。（7町4村）
- 1956年3月30日：（7町2村）
  - 半田町和八千代村合併為新設置的半田町。
  - 貞光町和端山村合併為新設置的貞光町。
- 1957年3月31日：郡里町和重清村合併為美馬町。（7町1村）
- 1958年3月31日：脇町、江原町、岩倉町合併為新設置的脇町。（5町1村）
- 1973年7月1日：麻植郡木屋平村改隸屬美馬郡。（5町2村）
- 2005年3月1日：（1町）
  - 美馬町、脇町、穴吹町、木屋平村合併為美馬市[2]，並脫離美馬郡。
  - 半田町、貞光町、一宇村合併為劍町。[3]

### 變遷表
| 1889年10月1日   | 1889年 - 1926年       | 1926年 - 1954年               | 1955年 - 1988年               | 1989年 - 現在             | 現在                      |
| --------------- | --------------------- | ----------------------------- | ----------------------------- | ------------------------- | ------------------------- |
| 麻植郡 木屋平村 | 麻植郡 木屋平村       | 麻植郡 木屋平村               | 1973年7月1日 美馬郡木屋平村   | 2005年3月1日 合併為美馬市 | 2005年3月1日 合併為美馬市 |
| 脇町            | 脇町                  | 脇町                          | 1958年3月31日 合併為脇町      | 2005年3月1日 合併為美馬市 | 2005年3月1日 合併為美馬市 |
| 江原村          | 江原村                | 1928年11月10日 江原町         | 1958年3月31日 合併為脇町      | 2005年3月1日 合併為美馬市 | 2005年3月1日 合併為美馬市 |
| 岩倉村          | 岩倉村                | 1951年11月3日 岩倉町          | 1958年3月31日 合併為脇町      | 2005年3月1日 合併為美馬市 | 2005年3月1日 合併為美馬市 |
| 郡里村          | 郡里村                | 1940年12月10 郡里町           | 1957年3月31日 合併為美馬町    | 2005年3月1日 合併為美馬市 | 2005年3月1日 合併為美馬市 |
| 重清村          |                       |                               | 1957年3月31日 合併為美馬町    | 2005年3月1日 合併為美馬市 | 2005年3月1日 合併為美馬市 |
| 三島村          | 三島村                | 三島村                        | 1955年3月31日 合併為穴吹町    | 2005年3月1日 合併為美馬市 | 2005年3月1日 合併為美馬市 |
| 穴吹村          | 1924年1月26日 穴吹町  | 1924年1月26日 穴吹町          | 1955年3月31日 合併為穴吹町    | 2005年3月1日 合併為美馬市 | 2005年3月1日 合併為美馬市 |
| 口山村          |                       |                               | 1955年3月31日 合併為穴吹町    | 2005年3月1日 合併為美馬市 | 2005年3月1日 合併為美馬市 |
| 半平山村        | 半平山村              | 1927年6月1日 古宮村           | 1955年3月31日 合併為穴吹町    | 2005年3月1日 合併為美馬市 | 2005年3月1日 合併為美馬市 |
| 半田奧山村      | 1917年7月4日 八千代村 | 1917年7月4日 八千代村         | 1956年3月30日 合併為半田町    | 2005年3月1日 合併為劍町   | 2005年3月1日 合併為劍町   |
| 半田村          | 1916年11月3日 半田町  | 1916年11月3日 半田町          | 1956年3月30日 合併為半田町    | 2005年3月1日 合併為劍町   | 2005年3月1日 合併為劍町   |
| 貞光村          | 1907年11月1日 貞光町  | 1907年11月1日 貞光町          | 1956年3月30日 合併為貞光町    | 2005年3月1日 合併為劍町   | 2005年3月1日 合併為劍町   |
| 端山村          |                       |                               | 1956年3月30日 合併為貞光町    | 2005年3月1日 合併為劍町   | 2005年3月1日 合併為劍町   |
| 一宇村          |                       |                               |                               | 2005年3月1日 合併為劍町   | 2005年3月1日 合併為劍町   |
| 東祖谷山村      | 東祖谷山村            | 1950年1月1日 三好郡東祖谷山村 | 1950年1月1日 三好郡東祖谷山村 | 2006年3月1日 合併入三好市 | 2006年3月1日 合併入三好市 |
| 西祖谷山村      | 西祖谷山村            | 1950年1月1日 三好郡西祖谷山村 | 1950年1月1日 三好郡西祖谷山村 | 2006年3月1日 合併入三好市 | 2006年3月1日 合併入三好市 |